# 尼康D7500
尼康D7500是一部尼康製造的2088萬像素級別的中端DX格式數位單眼相機，發布於2017年6月。相較D7200，D7500採用新的EXPEED5图像处理器使原生感光度上限從25,600提升至1,638,400，搭載EXPEED 5圖像處理器，也是尼康家族中具備NFC功能的數位單眼相機之一。

## 規格
- 感光元件採用有效像素2,090萬像素DX幅面CMOS影像感應器，最大解像度5,568×3,712。
- 採用EXPEED5 圖像處理器。
- 對焦系統採用新一代尼康Multi-CAM 3500DX II对焦系統，延續D7200的51點對焦系统(15个十字型感应器)，但中央对焦点支持到-3EV檢測範圍，其他对焦点支持-2EV。
- 测光系统：尼康D7500使用180000像素RGB 感应器的TTL 曝光测光系统。
- 支持的曝光模式：自动模式（自动；自动（闪光灯关闭））；带有柔性程序的程序自动（P）；快门优先自动（S）；光圈优先自动（A）；手动（M）；场景模式（人像；风景；儿童照；运动；近摄；夜间人像；夜景；宴会/室内；海滩/雪景；日落；黄昏/黎明；宠物像；烛光；花；秋色；食物）；特殊效果模式（夜视；彩色素描；模型效果；可选颜色；剪影；高色调；低色调）；U1（用户设定1）；U2（用户设定2）。
- 在DX模式下支持UHD 4K30P 录像和 1080 60P 录像。
- 快門速度为1/8000至30秒，支持B快門，感光度范围由ISO 100至ISO 51,200，并可向上拓展至,1,638,400，向下可拓展至ISO 50。
- 闪光同步速度：X=1/250 秒；内置闪光灯支持自动FP（高速引闪）快门在1/320 秒或以下速度时，与快门保持同步（速度为1/250至1/320 秒之间时闪光范围缩小）。
- 连拍速度：DX格式下最高8张/秒。
- 3.2英寸TFT LCD螢幕。
- 鎂铝合金機身(頂蓋及後蓋)，防塵防滴，前面板及底部采用了碳纤维复合材料。
- 存储卡支持SD卡，SDHC，SDXC（兼容 UHS-I）格式。
- 使用一块EN-EL15a或EN-EL15鋰電池。
- 機身重量720克（連電池及記憶卡，但不連機身蓋），淨機身約640克，體积约135.5 × 104 × 72.5公釐。